# Hyunjin Kim
Hyunjin Kim (* 1975 in Hongseong, Südkorea; koreanisch KIM Hyunjin 김현진) ist eine Kuratorin, Autorin und Forscherin. Sie arbeitet zu den Themen Kultureller Wandel, Kritikverschiebung und Globalisierung nach 1989 in ihrer Region und kuratierte auf der Biennale Venedig 2019 den Beitrag für ihr Heimatland.

## Werdegang
Hyunjin Kim studierte 1998 bis 2003 Kunsttheorie an der Hongik University in Seoul. In den Jahren 2003 und 2004 schloss sie den Studiengang Critical Studies an der Malmo Art Academy, Lund University an und begann 2007 ein Studium zur Erlangung eines Mphil/PhD-Abschlusses in Curatorial Knowledge/Visual Culture, Goldsmiths, University of London.

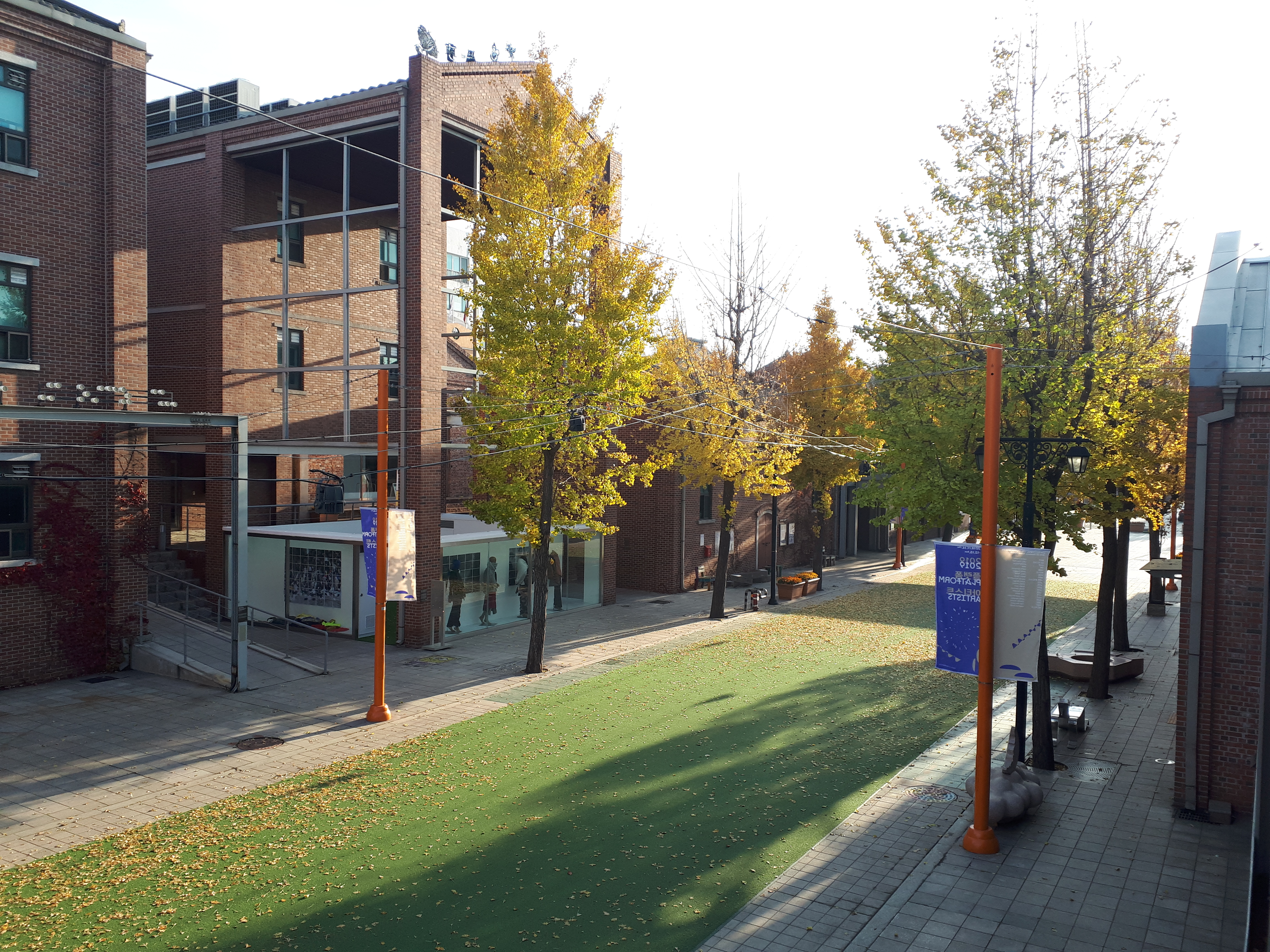
인천아트플랫폼 중앙길 Incheon Art Platform (2019)

Sie war zuerst einige Jahre als Kuratorin und Autorin tätig. Während des Studiums im Jahr 2000 war sie am Ssamzie Space, Seoul tätig. Vom Januar 2001 bis Mai 2003 arbeitete Hyunjin Kim als Assistenzkuratorin am Artsonje Center, einem privaten Kunstmuseum in Seoul. Im Van Abbemuseum, Eindhoven war sie vom Juni 2004 bis April 2005 Gast-/Forschungskuratorin und 2005 als kuratorische Assistentin bei der Istanbul Biennale tätig. Neben ihren eigenen unabhängigen Projekten und Ausstellungen arbeitete sie als assoziierte Kuratorin für das IASmedia-Programm des staatlichen Insa Art Space zur Revitalisierung der koreanischen Videokunstszene. Bei der Gwangju Biennale 2008 engagierte sie sich von November 2007 bis Dezember 2008 gemeinsam mit Ranjit Hoskoté als Kuratorin unter der Leitung von Okwui Enwezor. Als leitende Kuratorin arbeitete sie vom April 2013 bis Januar 2014 am Ilmin Museum of Art. Die Stelle der Künstlerischen Leiterin am Arko Art Center hatte sie vom Januar 2014 bis Juni 2015 inne und war von 2014 bis 2016 Beraterin für das Haus der Kulturen der Welt, Berlin. Hyunjin Kim unterrichtete an der RAT School of Art in Seoul und war Beraterin des Asia Art Archive, Hongkong. Sie wurde als Kuratorin des Koreanischen Pavillon auf der 58ten Biennale Venedig 2019 berufen. Diese Tätigkeit erstreckte sich vom Juni 2018 bis Oktober 2020. Für die KADIST Art Foundation, eine gemeinnützige Organisation für zeitgenössische Kunst mit Sitz in Paris und San Francisco war sie als regionale Hauptkuratorin vom Dezember 2017 bis Februar 2021 für Asien im Einsatz und wirkte als Jurymitglied für die Auswahl der Stipendiaten des Berliner Künstlerprogramm des DAAD (2017–2018) mit. Von Februar 2021 bis Januar 2022 war sie künstlerische Direktorin der Incheon Art Platform. Seither arbeitet sie freiberuflich.

## Ausstellungen und Events

### Online-Video-Ausstellungen
Kim war Kuratorin der Online-Ausstellung Frequencies of Tradition vom 15. Dezember 2020 bis 30. Januar 2021. Sie zeigte Arbeiten von Yoeri Guépin, Ayoung Kim, Ming Wong, Erika Tan, Ho Tzu Nyen und Ashoke Chatterjee in Zusammenarbeit mit Alexander Keefe.

### Performance
Kim hat eng mit zeitgenössischen Künstlern  zusammengearbeitet und einige Performance-Stücke mit ihnen initiiert, darunter In the Room 3 von Sung Hwan Kim, (Performa, New York, 2009), Off-Stage/Masterclass von Siren Eun Young Jung (Culture Station Seoul 284, Seoul, 2012 und Festival BO:M, Seoul, 2013), Ten Years von Jewyo Rhii (Mullae factory, Seoul, 2016) und (Namsan Art Center Seoul, 2017).

### Ausstellungen 2002 bis 2017
Bei ihren ersten Ausstellungen wie Reality Bites (Loop, Seoul, 2002) und Where is My Friend's Home (Test Site, Rooseum, 2003) hatte sie ihr Studium noch nicht abgeschlossen. Es folgten Steaming Away from the Places (Sangmyung Gallery, 2004), Plug-In #03: Undeclared Crowd (Vanabbemuseum, 2006). Zu ihren bisherigen kuratorischen Projekten gehören auch Sadong 30 (Incheon, 2006), Movement, Contingency and Community (Gallery27, Uiwang, 2007), Ten Years, Please (Gallery 27, Kaywon School of Art and Design, Uiwang, 2007), Perspective Strikes Back (Doosan Gallery, Seoul 2009); L’appartement 22 (Rabat, 2010), Play Time: The Waiting Room of Episteme (Culture Station Seoul 284, Seoul, 2012), Brilliant Collaborator (Ilmin Museum of Art, Seoul, 2013), Tradition (Un)Realized (Arko Art Center, Seoul, 2014), und Gridded Currents (Kukje Gallery, Seoul, 2017).

### AusstellungTen Years, Please(Mai 2007) und PerformanceTen Years, Please(18. – 22. Oktober 2017)
Im Jahr 2007 veranstalteten Kim und die bildende Künstlerin Jewyo Rhii eine ungewöhnliche Ausstellung, bei der einige Besucher je eines von Rhiis Werken mit nach Hause nahmen. Hintergrund war, dass Rhii für ihre Arbeit oft ins Ausland reisen musste. Sie konnte sich damals keine langfristige Lagerung für ihre ständig wachsenden Bestände ihrer Kunst leisten. Als vorübergehende Lösung bat sie darum, eines der Objekte für ein Jahrzehnt zu sich zu nehmen. Nach Ablauf dieses Zeitraums würde die Künstlerin das Eigentum zurückfordern. Ten Years, Please verstand sich nicht als Auktion, sondern als ein Programm zum Schutz von „Waisen“. Die „Vormünder“ unterzeichneten Verträge, in denen sie sich verpflichteten, sich um die adoptierten Stücke zu kümmern.
Nach zehn Jahren veranstalteten das von Kim gegründete Curatorial Lab Seoul in Koproduktion mit dem Namsan Arts Center eine objektorientierte Performance. Rhiis charakterlich eigenartige, auch zerbrechliche oder schwungvolle sowie emotionale Skulpturen waren dabei die Hauptfiguren. Sie erzählten auf der Bühne Geschichten über ihre Entstehung, ihre Zerstreuung und ihr Wiedersehen. Die Kunstwerke würden nach Ansicht der Künstlerin in der 70-minütigen Aufführung lebendiger wirken als in einer Präsentation über mehrere Wochen hinweg, acht Stunden am Tag in einer Galerie. Damit würde die Zukunft der Werke verlängert und nach zehn Jahren im Winterschlaf eine Chance auf ein neues Leben gegeben.
Ten Years, Please war auch eine Fabel über die südkoreanische Wohnungskrise, mit stark wachsenden Immobilienpreisen. Unklar blieb, ob Rhii ein dauerhaftes Zuhause für ihre verstreuten Kinder gefunden hat.

### Two Hoursin der Tina Kim Gallery, New York, 2016
Der Titel der Ausstellung ist einer Videoarbeit von Yiso Bahc aus dem Jahr 2002 entnommen, die den Lauf der Sonne über einen Zeitraum von zwei Stunden am frühen Abend aufzeichnet, wenn der Tag in die Nacht übergeht. Das Video zeigt Bahc in einem Moment der Unklarheit, in dem er versucht, die Zeit im Fluss zu erfassen. Übertragen auf die Ausstellung steht das Video für die Auseinandersetzung der Künstler Yiso Bahc (1956–2004), Seoyoung Chung (* 1964) und Beom Kim (* 1963) mit dem politischen, sozialen und ästhetischen Kontext der koreanischen Gesellschaft. Zwischen den späten 1990er und den frühen 2000er Jahren befand sich Südkorea einer Zeit dramatischer Veränderungen. Im Land etablierte sich eine zivile Regierung und eine offenere Wirtschaft. Die Globalisierung schritt voran. Vor diesem Hintergrund entstand die zeitgenössische Kunstszene Südkoreas zwischen traditioneller landeseigener Ästhetik und dem Einfluss der modernen und zeitgenössischen Kunstbewegungen aus dem Westen.

### 2 or 3 Tigersim Haus der Kulturen der Welt, Berlin, 2017
Die Ausstellung versammelte Beiträge aus dem ostasiatischen Raum. Der Tiger stand dabei symbolhaft für Bilder kolonialer Modernisierungsideologien. Reflektiert wurde, wie sich Kultur, Leben und Politik unter den jeweils herrschenden Verhältnissen verändern und welche Auswirkungen dies auf die Individualisierung hat.

„Die Künstler*innen haben sich während ihrer Recherchen intensiv mit bekannten asiatischen Erzählungen über Nationalismus und mit einer imperialistischen Agenda auseinandergesetzt, um ein besseres Selbstverständnis aufzubauen – ein Verständnis davon, wie Asien seine eigenen Bilder und Positionen produziert. Es geht nicht nur um die aufgezwungenen alten Ideologien, wie etwa den westlichen Orientalismus. Vielmehr wollen wir die Perspektive wechseln und untersuchen, wie der Westzentrismus in Asien durch die Fokussierung auf die Modernisierung vorangetrieben wurde und wie dies heute den komplizierten nationalen Wettbewerb und Grenzkonflikte verstärkt. Dabei geht es um die schwierige Auseinandersetzung mit den verschiedenen Geschichten Ostasiens, ein Aspekt, den wir hoffentlich auch über diese Ausstellung hinaus vertiefen können.“

### History Has Failed Us, but No Matter, Korean Pavilion, Venedig 2019
Die Ausstellung warf einen Blick durch die Linse des Geschlechts auf die Wirkung der Tradition und die Geschichte der Modernisierung in Ostasien. Indem sie das Bild des heterosexuellen Mannes ebenso in Frage stellte wie das des Westens war sie eine Auseinandersetzung mit den Grenzen und Begrenzungen der Moderne. Insbesondere untersuchte die Ausstellung in ihrem kritischen Verständnis der Prozesse in Asien, wie Tradition in enger Beziehung zur Moderne erst erfunden und erzeugt wird. Sie erkundete das emanzipatorische Potenzial der Tradition in Asien im Gegensatz zur Moderne des Westens durch das Sichtbarmachen der geschlechtlichen Komplexitäten. Es wurden Arbeiten der Künstlerinnen Siren Eun Young Jung, Hwayeon Nam und Jane Jin Kaisen gezeigt.

## Schriften
Sie hat für ArtinCulture, Yishu und Art Asia Pacific geschrieben. Zu ihren Veröffentlichungen zählen Kataloge und Zeitschriftenbeiträge.
- Hyunjin Kim: Anomalous Tradition, Queer Enchantment: On the Work of siren eun young jung, University of Chicago Press, 2020
- Hyunjin Kim (Hrsg.): History has failed us, but no matter: the Korean Pavilion-58th International Art Exhibition, La Biennale di Venezia: Siren Eun Young Jung, Hwayeon Nam, Jane Jin Kaisen, Mousse Publishing, Mailand, 2019.
- Hyunjin Kim, Sohyun Ahn, Binna Choi, Jonggil Gim, Seewon Hyun, Heejin Kim (Hrsg.): Access to Contemporary Korean Art 1980–2010, Forum A, 2018, ISBN 979-11-957959-5-6
- Hyunjin Kim, Anselm Franke (Hrsg.): 2 oder 3 Tiger, Koloniale Geschichten, Medien und Moderne, Reihe HKW - 100 Jahre Gegenwart, Bd. 006, Matthes & Seitz Berlin, Berlin 2018, ISBN 978-3-95757-413-8
- Hyunjin Kim, Jewyo Rhii (Hrsg.): Ten Years, Please, Curatorial Lab Seoul, Seoul 2018.
- Hyunjin Kim: The Words and Things of Seoyoung Chung: Luminous Evidence in the Concentration of Ambiguity in brilliant critics 2017, Elaine W. Ng (Hrsg.), Korea Tomorrow, 2017, ISBN 978-89-969853-6-5
- Hyunjin Kim, Hyo Gyoung Jeon (Hrsg.): Satin Ions by Nina Canell, Arko Art Center, Arts Council Korea und BomDia, Berlin 2015, ISBN 978-3-943514-51-3
- Hwayeon Nam, Costinas Cosmin, Guerrero Inti, Gyoungjeon Hyo (Hrsg.): A Journal of the Plague Year: Continental Fear, Islands, Ghosts, Rebels, Arko Art Center, Seoul 2014, ISBN 978-89-6583-047-4
- David Teh, Younggyu Jang (Hrsg.): Tradition (Un)Realized: International Symposium, Arko Art Center, Seoul, 2014, ISBN 978-89-6583-049-8
- Hyunjin Kim, Chung Seoyoung (Hrsg.): The Speed of the Large, the Small and the Wide, Ilmin Museum of Art, Hyunsil Books, Seoul, 2013, ISBN 978-89-6564-067-7
- Hyunjin Kim, Anselm Franke, Suki Kim (Hrsg.): Animism, Ilmin Museum of Art, Seoul 2013
- Hyunjin Kim: Agonizing Subjects in a Rapidly Changing Society in: Jing Zuo (Hrsg.): Gao Shiqiang: The Other There, Iberia Center for Contemporary Art, Timezone 8, Beijing 2009, ISBN 978-988-18034-7-4
- Hyunjin Kim: Perspective Strikes Back, Darun Books, DOOSAN Gallery, Seoul, 2008, ISBN 978-89-961323-2-5
- Hyunjin Kim: Agonizing Subjects in a Rapidly Changing Society in: Jing Zuo (Hrsg.): Gao Shiqiang: The Other There, Iberia Center for Contemporary Art, Timezone 8, Beijing, 2009, ISBN 978-988-18034-7-4
- Hyunjin Kim (Hrsg.): Movement, Contingency and Community, Darun Books, Seoul 2008, ISBN 978-89-961323-1-8
- Hyunjin Kim, Jewyo Rhii (Hrsg.): Ten Years, Please, Darun Books, Samuso: Space for Contemporary Art, Seoul 2008, ISBN 978-89-961323-0-1
- Hyunjin Kim, Haegue Yang (Hrsg.): Sadong 30, Wiens Verlag, Berlin 2007, ISBN 3-9806837-9-6
- Fernando Quincoces (Hrsg.): Dolores Zinny and Juan Maidagan, La Costa El Ataque Lo Mismo, Beitrag zum Ausstellungskatalog, Sala Rekalde, Bilbao, 2007
- Hyunjin Kim: Text, Distortion and Probability in Recording the Singularity of June Bum Park's Video Works in June Bum Park, Korean Culture and Arts Foundation (Hrsg.), 2004
- Hyunjin Kim, Byungjic Min (Hrsg.): Reality Bites, Ausstellungskatalog Alternative Space LOOP, Seoul, 2002.